# Hydropsyche morosa
Hydropsyche morosa là một loài Trichoptera trong họ Hydropsychidae. Chúng phân bố ở miền Tân bắc.